# Jossgrund
Jossgrund är en kommun i Main-Kinzig-Kreis i Regierungsbezirk Darmstadt i förbundslandet Hessen i Tyskland. Kommunen bildades 1 juli 1974 genom en sammanslagning av de tidigare kommunerna Lettgenbrunn och Jossatal. Jossatal var en sammanslagning 31 december 1971 av kommunerna Burgjoß, Oberndorf och Pfaffenhausen.